# مطار كاليبو الدولي
مطار كاليبو الدولي (بالإنجليزية: Kalibo International Airport) (إياتا: KLO، إيكاو: RPVK) هو مطار عام يخدم مدينة "كاليبو أكلان" ويشغل المطار "هيئة الطيران المدني الفلبينية".